# Emma Kantema-Gaomas
Emma Kantema-Gaomas, née le 16 août 1978 à Rupara (Kavango), est une femme politique namibienne, Membre de SWAPO et Vice-ministre de la Jeunesse, du Service national et des Sports depuis le 21 mars 2020.
Nommée députée à l'Assemblée nationale par le président Hage Geingob, devant être membre de l'Assemblée pour intégrer le gouvernement.

## Biographie

### Études et parcours professionnel
Emma Kantema-Gaomas est née le 16 août 1978 à Rupara (Kavango). Elle est la première née d'une famille de cinq filles et fréquente son école locale, avant de partir pour Windhoek, et poursuit des études en gestion des ressources naturelles à l'université des sciences et technologies de Namibie.
Elle possède également une maîtrise en administration des affaires.

### Parcours politique
Emma Kantema-Gaomas est membre du parti SWAPO. Le 21 mars 2020, elle intègre le deuxième gouvernement du président Hage Geingob, elle est nommée Vice-ministre de la Jeunesse, du Service national et des Sports.
Le même jour, elle est également nommée députée par décret à l'Assemblée nationale par le président, lui permettant d'être membre du gouvernement,.

## Vie privée
Elle a rencontré son mari à l'université des sciences et technologies de Namibie (NUST), Bryan Gaomab, devenu aujourd'hui chef de projet dans un fonds environnemental.
Le couple a deux fils : Brydonn, 15 ans et Morgan, 13 ans en 2021.